# Pyramica nykara
Pyramica nykara är en myrart som först beskrevs av Bolton 1983.  Pyramica nykara ingår i släktet Pyramica och familjen myror. Inga underarter finns listade i Catalogue of Life.

## Bildgalleri